# Amônio Gramático
Amônio Gramático (em latim: Ammonius Grammaticus) é o suposto autor de um tratado intitulado Peri homoíōn kai diaphórōn léxeōn (Περὶ ὁμοίων καὶ διαφόρων λέξεων, Sobre as Diferenças de Expressões Sinônimas), de quem nada se sabe.
Foi anteriormente identificado com um sacerdote egípcio que, após a destruição do templo pagão em Alexandria (389), fugiu para Constantinopla, onde se tornou o tutor do historiador eclesiástico Sócrates. Mas, parece mais provável, que o verdadeiro autor tenha sido Herennius Philo de Biblos, que nasceu durante o reinado de Nero e viveu até o reinado de Adriano, e que o tratado em sua forma atual é uma revisão preparada por um antigo editor bizantino, cujo nome pode ter sido Amônio.